# Proces o przyrostach stacjonarnych
Proces o przyrostach stacjonarnych – taki proces stochastyczny, w którym rozkład przyrostów (czyli różnic wartości zmiennej losowej w różnych momentach) zależy tylko od długości przedziału czasowego, a nie od jego położenia na osi czasu. Przykładem takiego procesu jest proces Wienera (ruchy Browna), gdzie przyrosty są nie tylko stacjonarne, ale również niezależne i mają rozkład normalny.